# Metókhion (ort i Grekland)
Metókhion (Metochi) är en ort i Grekland.   Den ligger i prefekturen Nomós Argolídos och regionen Peloponnesos, i den sydöstra delen av landet, 80 km sydväst om huvudstaden Aten. Metókhion ligger 228 meter över havet och antalet invånare är 761.
Terrängen runt Metókhion är lite bergig. Runt Metókhion är det ganska glesbefolkat, med 34 invånare per kvadratkilometer. Närmaste större samhälle är Argos, 18,9 km väster om Metókhion. 